# Franziska zu Hohenlohe-Waldenburg-Schillingsfürst
Franziska zu Hohenlohe-Waldenburg-Schillingsfürst, née à Teplice, Autriche-Hongrie, le 21 juin 1897 et morte à Anif, Autriche, le 12 juillet 1989, est une princesse de Hohenlohe-Waldenburg-Schillingsfürst, devenue, par mariage en 1917, archiduchesse d'Autriche.

## Biographie

### Famille
Seconde fille et cinquième des six enfants du prince Conrad de Hohenlohe-Waldenbourg-Schillingsfürst (1863-1918), homme d'État austro-hongrois, et de la comtesse Franziska von Schönborn-Buchheim (1866-1937), dame du palais de l'impératrice d'Autriche, mariés en 1888, Franziska zu Hohenlohe-Waldenburg-Schillingsfürst naît le 21 juin 1897 à Teplice.
Par sa grand-mère maternelle, dont elle porte le prénom, Franziska von Schönborn-Buchheim (1844-1898), elle a pour ancêtre le prince Emmanuel de Liechtenstein (1700-1771), tandis que son arrière grand-mère paternelle Carolyne de Sayn-Wittgenstein est la compagne de Franz Liszt de 1847 à 1861.

### Mariage et postérité

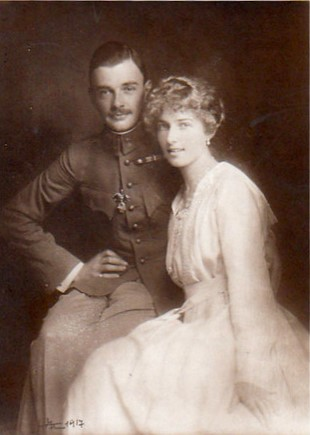
L'archiduc Maximilien Eugène et son épouse la princesse Franziska en 1917.

Le 29 novembre 1917, Franziska zu Hohenlohe-Waldenburg-Schillingsfürst épouse au palais de Laxenbourg Maximilien-Eugène d'Autriche, archiduc d'Autriche, né le 13 avril 1895 à Vienne et mort le 19 janvier 1952 à Nice, second fils de l'archiduc Othon (1865-1906) et de la princesse Marie-Josèphe de Saxe (1867-1944) et frère unique de l'empereur Charles Ier de Habsbourg-Lorraine.
De ce mariage naissent deux fils, :
- Ferdinand d'Autriche (né à Vienne, le 6 décembre 1918 et mort à Ulm le 6 août 2004), marié en 1956 avec la comtesse Hélène de Toerring-Jettenbach (née en 1937). Ils ont eu deux filles et un fils : 
  - Archiduchesse Élisabeth, 1957-1983, épouse en 1982 James Litchfield ;
  - Archiduchesse Sophie, née en 1959, épouse en 1990 le prince Mariano Hugo de Windisch-Graetz ;
  - Archiduc Maximilian, né en 1961, épouse en 2005 Sara Maya Al-Askari.
- Heinrich d'Autriche (né à Munich le 7 janvier 1925 et mort à Zurich le 20 mars 2014), marié en 1961 avec la comtesse Ludmilla von Galen (née en 1939). Ils ont eu trois fils et une fille: 
  - Archiduc Philippe, né en 1962, épouse en 2006 Mayasuni Heath ;
  - Archiduchesse Marie-Christine, née en 1964, épouse en 1996 Clemens Guggenberg von Riedhofen ;
  - Archiduc Ferdinand, né en 1965, épouse en 1999 la comtesse Katharina von Hardenberg ;
  - Archiduc Konrad, né en 1971, épouse en 2005 Ashmita Goswami.

### Entre la guerre et l'exil
Tandis que son mari participe à la Première Guerre mondiale, l'archiduchesse Franziska est enceinte et donne le jour à un fils, Ferdinand, le 6 décembre 1918, trois semaines après l'effondrement de l'empire et de la monarchie.
Le 3 avril 1919, les députés autrichiens votent la loi de Habsbourg, qui exile et bannit définitivement les membres de la maison de Habsbourg-Lorraine et confisque leurs biens.
Dès lors, l'archiduc Maximilien-Eugène et sa famille sont contraints à l'exil. Franziska et lui s'installent à Munich où l'archiduchesse tient un salon à la mode réputé et ouvre une maison de couture. L'archiduchesse donne naissance à son second fils, Heinrich, à Munich, le 7 janvier 1925. En novembre 1933, le gouvernement de la République d'Autriche dirigé par le chancelier Engelbert Dollfuss, qui plus tôt cette année avait déclaré que le parlement s'était dissous et n'avait entrepris aucune action pour organiser des élections, autorise Maximilien et les siens à résider en Autriche.
Toutefois, le 27 avril 1945, la deuxième République d'Autriche rétablit les lois républicaines valables avant le régime dictatorial et confirme dès lors la validité de la loi de Habsbourg exilant les membres de la famille impériale. Après la Seconde Guerre mondiale, l'archiduchesse Franziska et son mari s'installent ensuite en France où le couple porte les titres de courtoisie de comte de Wernberg ou de comte de Kyrbourg. L'archiduc et son épouse mènent avec leur famille une vie particulièrement retirée. L'archiduc Maximilien Eugène meurt à Nice le 19 janvier 1952.

### Mort
Veuve depuis 1952, Franziska zu Hohenlohe-Waldenburg-Schillingsfürst, s'établit de nouveau en Autriche. Elle meurt à Anif, près de Salzbourg, en Autriche, le 12 juillet 1989, à l'âge de 92 ans. Elle est inhumée au cimetière d'Anif.

## Honneur
Franziska zu Hohenlohe-Waldenburg-Schillingsfürst est :
- Dame noble de l'ordre de la Croix étoilée, Autriche-Hongrie.

## Ascendance
|  |                                                       |  |  |  |  |  |  |  |  |  |  |  |  |
|  | 8. François-Joseph de Hohenlohe-Schillingsfürst       |  |  |  |  |  |  |  |  |  |  |  |  |
|  |                                                       |  |  |  |  |  |  |  |  |  |  |  |  |
|  |                                                       |  |  |  |  |  |  |  |  |  |  |  |  |
|  | 4. Konstantin zu Hohenlohe-Waldenburg-Schillingsfürst |  |  |  |  |  |  |  |  |  |  |  |  |
|  |                                                       |  |  |  |  |  |  |  |  |  |  |  |  |
|  |                                                       |  |  |  |  |  |  |  |  |  |  |  |  |
|  | 9. Constanze zu Hohenlohe-Langenburg                  |  |  |  |  |  |  |  |  |  |  |  |  |
|  |                                                       |  |  |  |  |  |  |  |  |  |  |  |  |
|  |                                                       |  |  |  |  |  |  |  |  |  |  |  |  |
|  | 2. Conrad de Hohenlohe-Waldenbourg-Schillingsfürst    |  |  |  |  |  |  |  |  |  |  |  |  |
|  |                                                       |  |  |  |  |  |  |  |  |  |  |  |  |
|  |                                                       |  |  |  |  |  |  |  |  |  |  |  |  |
|  | 10. Nikolaus zu Sayn und Wittgenstein                 |  |  |  |  |  |  |  |  |  |  |  |  |
|  |                                                       |  |  |  |  |  |  |  |  |  |  |  |  |
|  |                                                       |  |  |  |  |  |  |  |  |  |  |  |  |
|  | 5. Marie-Antoinette zu Sayn-Wittgenstein-Berleburg    |  |  |  |  |  |  |  |  |  |  |  |  |
|  |                                                       |  |  |  |  |  |  |  |  |  |  |  |  |
|  |                                                       |  |  |  |  |  |  |  |  |  |  |  |  |
|  | 11. Elisabeth Petrovna Iwanowska                      |  |  |  |  |  |  |  |  |  |  |  |  |
|  |                                                       |  |  |  |  |  |  |  |  |  |  |  |  |
|  |                                                       |  |  |  |  |  |  |  |  |  |  |  |  |
|  | 1. Franziska zu Hohenlohe-Waldenburg-Schillingsfürst  |  |  |  |  |  |  |  |  |  |  |  |  |
|  |                                                       |  |  |  |  |  |  |  |  |  |  |  |  |
|  |                                                       |  |  |  |  |  |  |  |  |  |  |  |  |
|  | 12. Karl Eduard Friedrich von Schönborn-Buchheim      |  |  |  |  |  |  |  |  |  |  |  |  |
|  |                                                       |  |  |  |  |  |  |  |  |  |  |  |  |
|  |                                                       |  |  |  |  |  |  |  |  |  |  |  |  |
|  | 6. Erwein Friedrich Karl von Schönborn-Buchheim       |  |  |  |  |  |  |  |  |  |  |  |  |
|  |                                                       |  |  |  |  |  |  |  |  |  |  |  |  |
|  |                                                       |  |  |  |  |  |  |  |  |  |  |  |  |
|  | 13. Maria Anna Antonia comtesse Bolza                 |  |  |  |  |  |  |  |  |  |  |  |  |
|  |                                                       |  |  |  |  |  |  |  |  |  |  |  |  |
|  |                                                       |  |  |  |  |  |  |  |  |  |  |  |  |
|  | 3. Franziska von Schönborn-Buchheim                   |  |  |  |  |  |  |  |  |  |  |  |  |
|  |                                                       |  |  |  |  |  |  |  |  |  |  |  |  |
|  |                                                       |  |  |  |  |  |  |  |  |  |  |  |  |
|  | 14. Ferdinand von Trauttmansdorff-Weinsberg           |  |  |  |  |  |  |  |  |  |  |  |  |
|  |                                                       |  |  |  |  |  |  |  |  |  |  |  |  |
|  |                                                       |  |  |  |  |  |  |  |  |  |  |  |  |
|  | 7. Franziska von Trauttmansdorff-Weinsberg            |  |  |  |  |  |  |  |  |  |  |  |  |
|  |                                                       |  |  |  |  |  |  |  |  |  |  |  |  |
|  |                                                       |  |  |  |  |  |  |  |  |  |  |  |  |
|  | 15. Anna de Liechtenstein                             |  |  |  |  |  |  |  |  |  |  |  |  |
|  |                                                       |  |  |  |  |  |  |  |  |  |  |  |  |
|  |                                                       |  |  |  |  |  |  |  |  |  |  |  |  |